# Goniadella bobrezkii
Goniadella bobrezkii är en ringmaskart som först beskrevs av Annenkova 1929.  Goniadella bobrezkii ingår i släktet Goniadella och familjen Goniadidae. Inga underarter finns listade i Catalogue of Life.